# Aeroportul Lebel-sur-Quévillon
Aeroportul Lebel-sur-Quévillon (IATA: YLS) este un aeroport din Lebel-sur-Quévillon⁠(d), Jamésie⁠(d), Nord-du-Québec⁠(d), Provincia Québec, Canada. Aeroportul a fost tranzitat în 2012 de 0 pasageri.
Situat la o altitudine de 293 m, aeroportul dispune de o singură pistă.